# Montreal Main
Pour plus de détails, voir Fiche technique et Distribution.
Montreal Main est un film canadien de docufiction paru en 1974. Le film est réalisé par Frank Vitale et scénarisé par Vitale, Allan Moyle et Stephen Lack.

## Synopsis
Le film tourne autour de Frank (Vitale) et Bozo (Moyle), deux amis à la sexualité ambiguë vivant dans la communauté artistique bohème de Montréal, au Québec. Frank développe une amitié avec Johnny (John Sutherland), un garçon de 12 ans, tandis que Bozo entretient une nouvelle relation avec Jackie (Jackie Holden), une amie des parents de Johnny. Bien que la relation entre Frank et Johnny soit entièrement platonique et non sexuelle, la communauté se laisse emporter par le stéréotype répandu à l'époque, voulant que les hommes gais soient de potentiels prédateurs sexuels enclins à s'attaquer à des garçons mineurs. Un fossé se creuse entre les membres de la communauté qui interrogent l'amitié entre Johnny et Frank, alors même que ce dernier est amené à investiguer ses propres motivations.

## Distribution
- Frank Vitale : Frank
- Stephen Lack: Steve
- Peter Brawley : Peter
- Allan Moyle : Bozo
- John Sutherland : Johnny
- Jackie Holden : Jackie

## Autour du film
Le film est une exploration philosophique du contraste entre existentialisme et essentialisme.
Le trio Vitale, Lack et Moyle a également collaboré sur le film de 1978 The Rubber Gun.
Le film a été réédité en DVD en 2009, et a fait l'objet d'une analyse critique par Thomas Waugh et Jason Garrison en 2011, dans le cadre de la série Queer Film Classics de la maison d'édition Arsenal Pulp Press.